# Raftötången
Raftötången är en bebyggelse på en halvö vid havet nordväst om Tanumshede i Tanums kommun. Från 2015 avgränsar SCB här en småort.